# The Revenge of Shinobi (1989)
The Revenge of Shinobi, in Japan als The Super Shinobi bekannt, ist ein Jump ’n’ Run für das Sega Mega Drive. Es erschien erstmals am 2. Dezember 1989 in Japan und in den Vereinigten Staaten. In Europa kam das Spiel am 22. März 1990 raus.

## Handlung
Drei Jahre nach dem ersten Spiel hat sich die kriminelle Organisation Zeed inzwischen reformiert und sich in „Neo Zeed“ umbenannt. Sie beschließen, sich an dem Oboro-Ninja-Clan und Joe Musashi zu rächen, indem sie seinen Meister töten und Joes Braut Naoko entführen. Joe, der den Clan zu spät erreicht hat, schafft es, von seinem sterbenden Meister etwas über Neo Zeeds Plan zu erfahren. Bevor es zu spät ist, beschließt Joe, sich an Neo Zeed zu rächen und Naoko zu retten.

## Spielprinzip
Der Spieler steuert Joe Musashi acht Level abschließen. Jeder Level besteht aus drei Akten, von denen zwei Plattformlevel sind und die dritte ein Kampf gegen einen Bossgegner ist. Außerdem kann der Spieler in jedem Level einen Ninjutsu-Technik ausführen.
In jedem Level ist eine Vielzahl von Bonuskisten zu finden. Dazu gehören einfache Powerups wie zusätzliche Shuriken oder Gesundheitspakete sowie spezielle Gegenstände, um Leben oder zusätzliche Ninjutsu-Angriffe zu bekommen. Abgesehen von Powerups können einige Kisten Zeitbomben enthalten, sobald der Spieler sich nähert. Das Spiel ist in vier Schwierigkeitsstufen unterteilt. Mit zunehmender Schwierigkeit erscheinen mehr Feinde pro Stufe. Auch hat das Spiel zwei verschiedene Enden, je nachdem, ob Joe seine Braut rettet oder nicht.

## Rezeption
Das Spiel erhielt positive Kritiken. Das Spiel erhielt 5 von 5 Sternen in Dragon. Sie nannten es ein Meisterwerk für Animation, Grafik, Sound und Gameplay, aber der letzte Bosskampf wurde als zu schwierig kritisiert.
Zero sagte, dass die Grafik, Sound und das Gameplay „brillant“ sei. Das Magazin MegaTech lobte das „Gameplay, die Grafik und den Sound“. Glenn Rubenstein sagte, es sei „eines der ersten Mega Drive-Spiele gewesen, die veröffentlicht wurden und es zeigt, wie weit Sega seitdem gekommen ist“.